# Урожайное муниципальное образование (Озинский район)
Урожайное сельское поселение — муниципальное образование в составе Озинского района Саратовской области. Административный центр — посёлок Белоглинный. На территории поселения находятся 4 населённых пункта — 1 посёлок, 3 села .

## Население
| 2010 | 2011  | 2012  | 2013  | 2014  | 2015  | 2016  |
| ---- | ----- | ----- | ----- | ----- | ----- | ----- |
| 1176 | ↘1171 | ↘1123 | ↘1093 | ↘1050 | →1050 | ↘1032 |
| 2017 | 2018  | 2019  | 2020  | 2021  |       |       |
| ↘991 | ↘955  | ↘930  | ↘887  | ↘875  |       |       |

## Состав сельского поселения
| № | Населённый пункт | Тип населённого пункта          | Население |
| - | ---------------- | ------------------------------- | --------- |
| 1 | Белоглинный      | посёлок, административный центр | ↘614      |
| 2 | Малаховка        | село                            | ↘0        |
| 3 | Меловое          | село                            | ↘21       |
| 4 | Солянка          | село                            | ↘541      |

## Реки
На территории муниципального образования протекают реки: Солянка, Верхняя Солянка, Средняя Солянка.